# (922) Schlutia
(922) Schlutia és un asteroide pertanyent al cinturó d'asteroides descobert el 18 de setembre de 1919 per Karl Wilhelm Reinmuth des de l'observatori de Heidelberg-Königstuhl, Alemanya.
Rep aquest nom en honor dels empresaris Edgar Schlubach i H. F. Tiarks, els qui van finançar l'expedició a l'illa de Christmas per a l'observació de l'eclipsi solar de 1922.